# Cimmeria
Cimmeria is een paleocontinent dat bestond tussen het Perm en het Jura. Aardkorst die tot Cimmeria behoorde, vormt tegenwoordig een langgerekte strook door Oost-Turkije, Iran, Afghanistan, Tibet, Indochina en Maleisië. De Cimmerische Plaat, de tektonische plaat waar Cimmeria deel van uitmaakte besloeg ook een deel van de oceanische korst onder de Tethysoceaan ten zuiden van Cimmeria.
In het Perm was het grootste gedeelte van de continenten op Aarde verenigd in het supercontinent Pangea. Pangea lag in het oosten in de vorm van een grote "C" om de Paleo-Tethysoceaan heen, waarbij de noordelijke arm Laurazië genoemd wordt (tegenwoordig Europa en Azië) en de zuidelijke arm Gondwana (tegenwoordig Afrika, Australië, India en Antarctica. Rond 300 Ma ontstond in Gondwana een rift, waarbij een dunne strook continentale korst zich afsplitste en noordwaarts begon te bewegen. De oceaan die hierbij ontstond was de Tethysoceaan (voor het onderscheid met de Paleo-Tethys wel Neo-Tethys genoemd), het nieuwe continent Cimmeria. Omdat de Paleo-Tethysoceaan in het noorden onder Laurazië subduceerde, werd Cimmeria als het ware langzaam naar het noorden getrokken.
Met de noordwaartse beweging van Cimmeria werd de Paleo-Tethys steeds kleiner, terwijl de Tethys steeds groter werd. Ten slotte collideerde Cimmeria met Laurazië. De gebergtevorming die daarbij plaatsvond wordt Cimmerische orogenese genoemd. Het langgerekte Cimmeria botste niet overal tegelijk op Laurazië, in het westen was dit rond 220 Ma, in het oosten rond 200 Ma (Laat-Trias). Doordat verder naar het oosten twee andere kleine continenten, die zich tegenwoordig in China bevinden, op Laurazië botsten was rond 150 Ma de gehele Paleo-Tethys verdwenen. Wat daarvoor Cimmeria was vormt sindsdien de zuidelijke rand van Laurazië (later Azië).
De Tethysoceaan sloot later zelf op een vergelijkbare manier na het opbreken van Pangea, waarbij Afrika, India en Australië noordwaarts richting Azië bewogen. De continentale collisie tussen deze continenten (de Alpiene orogenese vanaf 30 Ma) zorgde ervoor dat de Cimmerische korst weer tegen de vroegere aangrenzende korst van Gondwana aan kwam te liggen.

Beweging van Cimmeria
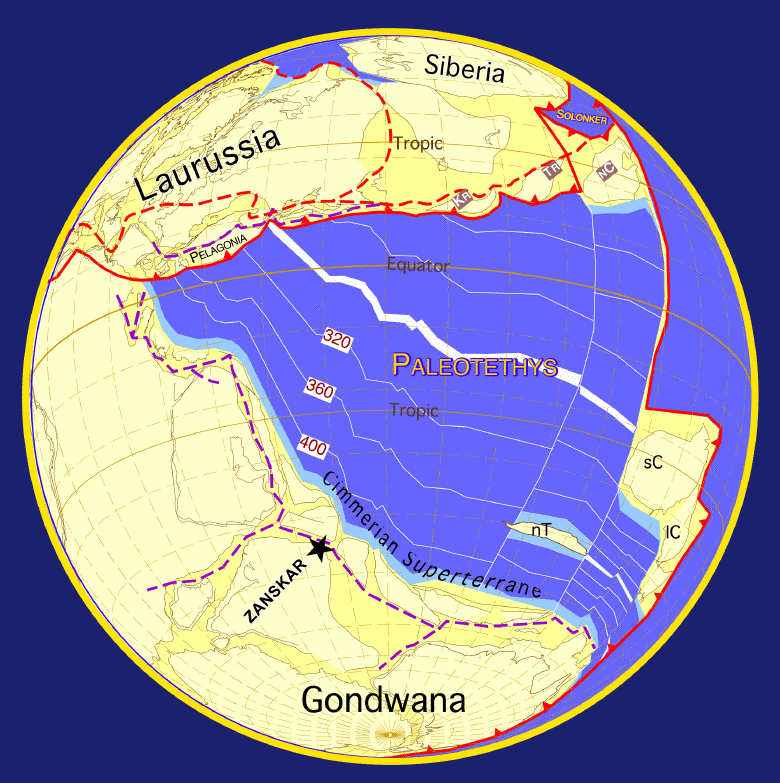
Vroeg-Perm (±290 Ma).[1] Cimmeria zit nog vast aan Gondwana.
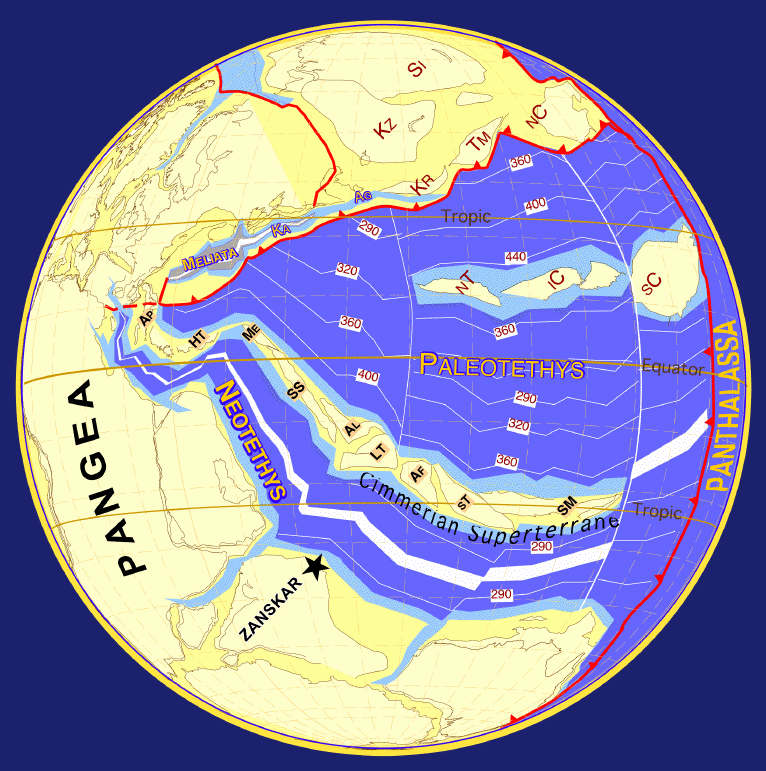
Perm-Triasgrens (±245 Ma).[1] Cimmeria beweegt naar het noorden richting Laurazië, de Paleo-Tethys sluit terwijl de Tethys groeit.
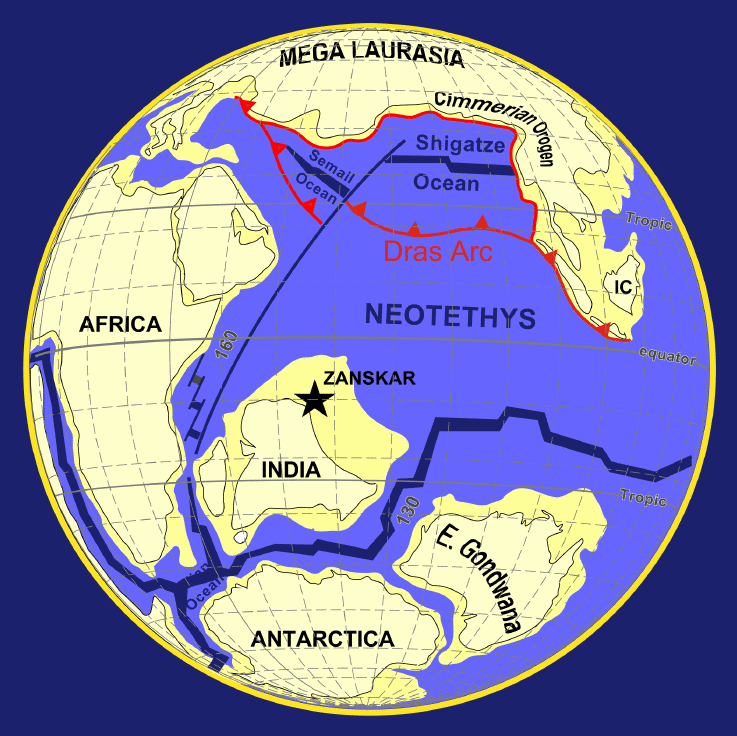
Midden-Krijt (±100 Ma).[1] Cimmeria is de zuidelijke rand van Laurazië gaan vormen als Pangea opbreekt.